# Melanocharacidium
A Melanocharacidium a sugarasúszójú halak (Actinopterygii) osztályába, a pontylazacalakúak (Characiformes) rendjébe, a pontylazacfélék (Characidae) családjába tartozó nem.

## Rendszerezés
A nembe az alábbi 9 faj tartozik.
- Melanocharacidium auroradiatum
- Melanocharacidium blennioides
- Melanocharacidium compressus
- Melanocharacidium depressum
- Melanocharacidium dispilomma
- Melanocharacidium melanopteron
- Melanocharacidium nigrum
- Melanocharacidium pectorale
- Melanocharacidium rex